# فيلي كامينز
فيلي كامينز (بالإنجليزية: Willie Cummins)‏ هو لاعب قذف أيرلندي، ولد في 18 أكتوبر 1921، وتوفي في 30 سبتمبر 1992.